# Zena Keefe
Zena Virginia Keefe (26 de junho de 1896 - 17 de novembro de 1977) foi uma atriz de cinema estadunidense da era do cinema mudo que atuou em 74 filmes entre 1911 e 1924.

## Biografia

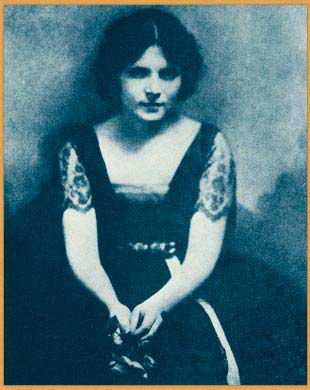
Zena Keefe no Who's Who on the Screen

Nasceu em São Francisco, Califórnia  e iniciou sua carreira no teatro, aparecendo em diversas peças quando criança, em especial na produção de Palmer Cox em 1899, Brownies In Fairyland (como Zena Kief).
Seu primeiro filme foi o curta-metragem All Is Fair in Love and War, em 1911, pelo Vitagraph Studios. A partir de então, atuou em vários curta-metragens para a Vitagraph, ao lado de atores como Wallace Reid e Earle Williams. Além da Vitagraph, trabalhou também para stúdios como Paragon Films e Fox Films, entre outros. Em 1916, atuou em filmes como Her Maternal Right e La vie de Bohème (1916) e em 1917, Enlighten Thy Daughter, em que esteve entre os personagens principais. Atuou em seriados tais como The Scarlet Runner (1916) e Perils of Our Girl Reporters (1916). Seu último filme foi Trouping with Ellen, em 1924, pela Eastern Productions.

## Vida pessoal e morte
Após se retirar da vida cinematográfica, Keefe casou com William M. Brownell, e tiveram uma filha, Virgínia. Keefe morreu de câncer em 16 de novembro de 1977 em Danvers, Massachusetts, aos 80 anos, e foi sepultada no Mount Auburn Cemetery.

## Filmografia parcial

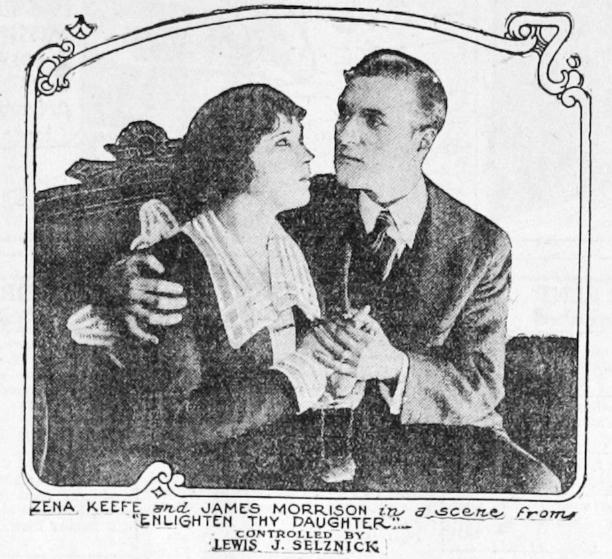
Cartaz de Enlighten My Daughter, com Zena Keefe e James Morrison

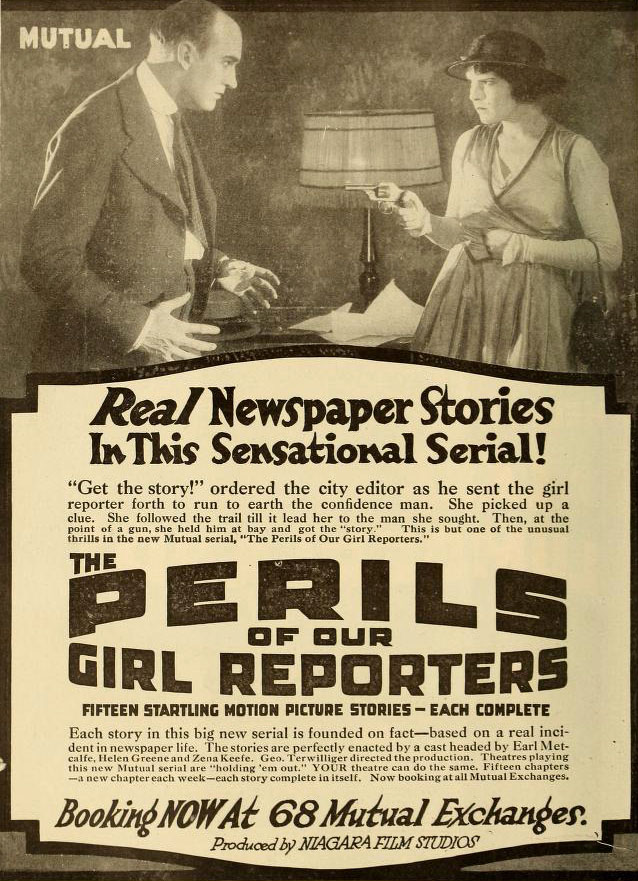
Anúncio do seriado Perils of Our Girl Reporters (1916)

- All Is Fair in Love and War (1911)
- The Gamblers (1912)
- Sisters All (1913)
- The Tigress (1915)
- Her Maternal Right (1916) as Mary Winslow
- La vie de Bohème (1916)
- Caprice of the Mountains (1916)
- Little Miss Happiness (1916)
- The Rail Rider (1916) as Mildred Barker
- The Scarlet Runner (1916)
- Perils of Our Girl Reporters (1916)
- Enlighten Thy Daughter (1917) como Lillian Stevens[6]
- The Challenge Accepted (1918)
- An Amateur Widow (1919)
- Piccadilly Jim (1919)
- The Woman God Sent (1920)
- Marooned Hearts (1920)
- The Broken Silence (1922)
- Trouping with Ellen (1924)
- The Lure of Love (1924)
- Trouping with Ellen (1924)